# Georg Johansson-Brandius
Georg Lars Vilhelm „Fransman” Johansson (Menton, Franciaország, 1898. május 10. – Stockholm, 1964. április 20.) svéd Európa-bajnok jégkorongozó, olimpikon. Atlétikában és bandyban svéd bajnok.
Először olimpián az 1920-as nyárin vett részt a svéd jégkorongcsapatban. Első mérkőzésükön, ami a negyeddöntő volt, a belga csapatot verték 8–0-ra. Az elődöntőben a franciákat verték 4–0-ra. A döntőben kikaptak a kanadaiaktól 12–1-re. A lebonyolítás érdekessége, hogy ezután nem kapták meg az ezüstérmet, hanem még játszaniuk kellett érte. Így az ezüstmérkőzésen az amerikaiaktól 7–0-ra kikaptak. Ezután már a bronzéremért kellett játszaniuk egy mérkőzést, amin a svájci csapatot verték 4–0-ra. A bronzmérkőzésen viszont kikaptak a csehszlovákoktól, és így a 4. helyen zártak.
Három jégkorong-Európa-bajnokságon játszott. Az 1921-esen, Stockholmban aranyérmes lett. Az 1922-esen és az 1924-esen ezüstérmes.
Négyszeres svéd bandy bajnok (1925, 1927, 1928, 1929). Jégkorongban Európa-bajnok volt 1921-ben és 1923-ban. Atlétikában svéd bajnok 4x100 méteres síkfutás váltóban és ötpróbában. Ezüstérmes távolugrásban, bronzérmes hármasugrásban. Szintén bronzérmes 110 méteres gátfutásban.